# امیرکبیر (مجموعه تلویزیونی)
امیرکبیر یک مجموعه تلویزیونی به کارگردانی سعید نیک‌پور و محصول ۱۳۶۴ است. امیرکبیر یکی از مجموعه تلویزیونی‌های محبوب دهه ۱۳۶۰ تلویزیون در ژانر تاریخی است که پرویز زاهدی فیلمنامه آن را نوشته و سعید نیکپور آن را کارگردانی کرد. خود او در این مجموعه تلویزیونی در کنار ایرج راد، محمد مطیع، فخری خوروش، ژاله علو و … به ایفای نقش پرداخت. این مجموعه تلویزیونی سال ۱۳۶۳ ضبط و پخش آن از اردیبهشت ماه سال ۱۳۶۴ از شبکه یک شروع شد. این مجموعه در ۱۲ قسمت اولین بار چهارشنبه شب‌ها بعد از اخبار از شبکه اول پخش می‌شد.

## خلاصه داستان
داستان از مرگ محمدشاه و آمدن ناصرالدین شاه به تهران و تاجگذاری وی آغاز می‌شود و تمامی دوران صدرات امیرکبیر و توطئه‌های دشمنانش را در بر می‌گیرد. امیر کبیر در دوره ناصرالدین‌شاه قاجار، اصلاحات کشور را اندکی پس از رسیدن به صدارت آغاز می‌کند. به دستور او مدرسه دارالفنون برای آموزش علوم و فنون جدید در تهران تأسیس می‌شود و روزنامه وقایع اتفاقیه را راه‌اندازی می‌کند. تصمیمات و قوانین وضع شده جدید به مذاق درباریان خوش نمی‌آید و امیرکبیر با توطئه اطرافیان شاه از مقام خود برکنار و به کاشان تبعید می‌شود و…

## عوامل تولید
- کارگردان: سعید نیک‌پور
- دستیار کارگردان: قاسم اروانه
- نویسنده: پرویز زاهدی
- موسیقی: کامبیز روشن‌روان
- خواننده: علیرضا افتخاری
- چهره‌پردازی: عبدالله اسکندری و بیژن محتشم
- مدیر فیلمبرداری: روح‌الله علی
- صدابرداران: بهروز معاونیان، جهانگیر میرشکاری، اصغر شاهوردی، احمد امیری، مرتضی دهنوی و شاهرخ استادحسن
- طراحی لباس: میترا قوامیان
- طراحی صحنه: کیهان مرتضوی
- مدیر صحنه: ابوالفضل شاهین
- منشی صحنه: منیژه تهرانی
- محصول: زمستان ۱۳۶۳ و ۱۳۶۴
- در مجموع بیش از ۵۸ نفر در تولید سریال امیر کبیر نقش داشته‌اند.

## بازیگران
| بازیگر             | نقش                                  |
| ------------------ | ------------------------------------ |
| سعید نیک‌پور        | امیرکبیر                             |
| فخری خوروش*        | مهدعلیا                              |
| محمد مطیع *        | میرزا آقاخان نوری                    |
| ایرج راد           | ناصرالدین شاه                        |
| ژیلا سهرابی        | ملک‌زاده خانم (خواهر شاه و همسر امیر) |
| شمسی فضل‌الهی       | مادام                                |
| پرویز پورحسینی *   | سفیر انگلیس                          |
| هادی مرزبان        | شازده                                |
| رضا فیاضی          | پرنس داگورکی وزیرمختار روس           |
| غلامرضا طباطبایی * | کلنل شیل                             |
| ژاله علو *         | مادر امیر کبیر                       |
| فرزانه کابلی       | خدیجه خاتون                          |
| هوشنگ بهشتی*       | شیرخان (رئیس ایل قاجار)              |
| سروش خلیلی *       | جوهر آغا (خواجه مهدعلیا)             |
| فخرالدین صدیق‌شریف  | مستوفی‌الممالک                        |
| حمید مهرآرا *      | میرزا هاشم (خانه‌زاد امیرکبیر)        |
| سعید اویسی         | حاج علی فراشباشی                     |
| غلامحسین لطفی      | عزیز خان مکری                        |
| علی رامز *         |                                      |
| مجید گلبابائی      |                                      |
| محمد عمرانی        |                                      |
| فرانک فرهادی       |                                      |
| جانیس ناش          |                                      |
| مریم خسروی         |                                      |
| امیر کریمی         |                                      |
| بهمن بهرامی        |                                      |
| بابک اسکندری       |                                      |
| امیر ولی نژاد      |                                      |
| رضا شریفی          |                                      |

(*) درگذشته

## نمایش رادیویی
در زمستان ۱۳۹۳ شبکه رادیویی نمایش، این مجموعه تلویزیونی را در قالب فیلم-صدا برای مخاطبان رادیویی بازپخش کرد، تنظیم این مجموعه تلویزیونی برای رادیو به عهده حامد عزیزی بود و گوینده راوی متن رادیویی امیر منوچهری، این مجموعه در روزهای سالمرگ امیر کبیر هر روز از رادیو نمایش پخش گردید.